# Patriotas de Lares
I Patriotas de Lares sono una franchigia pallavolistica maschile portoricana, con sede a Lares: militano nel campionato portoricano di Liga de Voleibol Superior Masculino.

## Storia
I Patriotas de Lares vengono fondati nel 1975 col nome di Lares Septiembre 23 ed iscritti immediatamente alla LVSM. Due anni dopo, nel 1977, la squadra viene rinominata come Patriotas de Lares, prima di attraversare il miglior momento della propria storia ad inizio anni ottanta, centrando quattro finali scudetto consecutive contro i Plataneros de Corozal e vincendone due. 
Nel 1984 i Patriotas de Lares si fondono coi Leñeros de Lares, altra franchigia cittadina fondata nel 1981, da cui prendono il nome col quale giocano nei tre campionati successivi; peraltro la presenza di due formazioni nella LVSM unitamente alla presenza delle Patriotas del Lares, poi rinominate Leñeras de Lares, fa della città di Lares l'unica ad aver avuto contemporaneamente tre formazioni professionistiche nello stesso sport.
Dopo la divisione del campionato portoricano in due categorie, i Patriotas de Lares vengono relegati  alla serie cadetta, vincendola nel 1988; tuttavia dopo un solo campionato retrocedono nuovamente, per poi rientrare nuovamente e stabilmente in massima serie. Nel corso degli anni novanta i Patriotas centrano quasi sempre l'ingresso ai play-off scudetto, riuscendo a giungere in finale solo nel campionato 1997, cedendo ai Changos de Naranjito; le due squadre si ritrovano in finale anche nel campionato 2002, nel quale i Patriotas centrano il terzo titolo della propria storia.
Negli anni seguenti i risultati della franchigia tornano ad essere altalenanti, facendo tuttavia segnalare altre due finali scudetto nei campionati 2008 e 2011-12, perse rispettivamente contro i Plataneros de Corozal e i Cariduros de Fajardo.
Dopo un deludente settimo posto al termine della stagione 2012-13, nel corso dell'estate del 2013 la franchigia subisce numerosi cambiamenti: viene inizialmente sospesa qualsiasi attività con la cessione del titolo sportivo ai Caribes de San Sebastián, i quali ereditano assetto societario e tesserati, per poi rifondare la franchigia attraverso l'acquisto del titolo dei Leones de Ponce.
Nel 2016 spariscono dal panorama pallavolistico portoricano, cedendo i propri diritti di partecipazione alla città di San Juan, dove prendono vita i Patriotas de San Juan. Nel 2021 la franchigia lareña viene rifondata attraverso l'acquisto del titolo dei Tiburones de Aguadilla, che a loro volta avevano acquistato solo pochi mesi prima i diritti di partecipazione dai Caribes de San Sebastián, titolari della matricola originale dei precedenti Patriotas de Lares. Dopo aver saltato la stagione 2022, nel 2023 cedono i propri diritti di partecipazione ai Gigantes de Adjuntas, scomparendo nuovamente dal panorama pallavolistico portoricano.
Nel 2025 la franchigia torna ancora una volta in attività, questa volta acquistando i diritti di partecipazione degli Indios de Mayagüez. 

## Palmarès
- Campionato portoricano: 3

1981, 1983, 2002

## Denominazioni precedenti
- 1975-1976: Lares Septiembre 23
- 1977-1984: Patriotas de Lares
- 1985-1987: Leñeros de Lares